# 尾崎末吉
尾崎 末吉（おざき すえきち、1894年〈明治27年〉4月5日 - 1982年〈昭和57年〉8月23日）は、日本の実業家、政治家。衆議院議員（4期）。

## 経歴
鹿児島県出身。旧制鹿児島県立出水中学校（現：鹿児島県立出水高等学校）を1914年に卒業後、日本大学専門部法律科で学んだが中退。
その後、東京相愛女学校長、東京土地埋立常務取締役、大森乗合自動車社長、昭和鋼業専務取締役、朝日航空工業取締役、東光興業取締役、日本瓦斯開発社長などを務めた。
1947年4月、第23回衆議院議員総選挙おいて鹿児島県第2区で民主党から出馬して当選し、第26回総選挙まで連続四回の当選を果たした。この間、衆議院予算委員長、民主自由党政調会副会長を務めた。
炭鉱国管疑獄により逮捕され、1951年8月17日、東京地方裁判所で、懲役一年二ヶ月、執行猶予二年、追徴金103万円の判決を受けた。その後、控訴して争ったが、二審の審理途中で控訴を取り下げ一審判決が確定した。
1982年春の叙勲で勲三等旭日中綬章受章。同年8月23日死去、88歳。死没日をもって正五位に叙される。